# La Magdalena Tlaltelulco
La Magdalena Tlaltelulco là một đô thị thuộc bang Tlaxcala, México. Năm 2005, dân số của đô thị này là 15046 người.